# أوغوز نامه
أوغوز نامه هو مصطلح عام يُطلق على الروايات الأسطورية الشفهية والمكتوبة لأوغوز خاقان وأوغوز الأتراك. وفقًا لموسوعة المعارف الإسلامية، قد يصل عدد الأوغوز نامه إلى 30. ومن بين كتب الأوغزنامة المشهورة كتاب دده قوركوت وسلجوق نامه [الإنجليزية] وشجرة التاراقيمة [الإنجليزية]. كما أدّى رواة القصص المتجولين القصة شفويًّا.

## جامع التواريخ
ومن أهم الأوغوزنامة جامع التواريخ لرشيد الدين الهمداني. وفقًا لأوميت حسن، يمكن تصنيف الأساطير إلى خمسة أقسام:
- أوغوز خاقان
- يابغوس [الإنجليزية] من شعب الأوغوز
- كارا خاجان وبوغرا خاجان
- شاه مالك [الإنجليزية] والسلاجقة
- بعض العائلات التركية